# HC Benátky nad Jizerou
HC Benátky nad Jizerou (celým názvem: Hockey Club Benátky nad Jizerou) je český klub ledního hokeje, který sídlí v Benátkách nad Jizerou ve Středočeském kraji. Založen byl v roce 1934 pod názvem HC Sokol Benátky nad Jizerou. Od sezóny 2022/23 působí v 2. lize, třetí české nejvyšší soutěži ledního hokeje. Klubové barvy jsou modrá a bílá.
Své domácí zápasy odehrává na zimním stadionu Benátky nad Jizerou s kapacitou 1 700 diváků.

## Historické názvy
Zdroj: 
- 1934 – HC Sokol Benátky nad Jizerou (Hockey Club Sokol Benátky nad Jizerou)
- 1938 – SK Benátky nad Jizerou (Sportovní klub Benátky nad Jizerou)
- 1948 – HC Spartak Benátky nad Jizerou (Hockey Club Spartak Benátky nad Jizerou)
- HC Benátky nad Jizerou (Hockey Club Benátky nad Jizerou)

## Statistiky

### Přehled ligové účasti
Stručný přehled
Zdroj: 
- 1973–1974: Středočeský krajský přebor (5. ligová úroveň v Československu)
- 1974–1975: Divize – sk. C (4. ligová úroveň v Československu)
- 1975–1976: Středočeský krajský přebor (5. ligová úroveň v Československu)
- 1976–1977: Divize – sk. A (4. ligová úroveň v Československu)
- 1985–1986: Středočeský krajský přebor (4. ligová úroveň v Československu)
- 1986–1987: 2. ČNHL – sk. A (3. ligová úroveň v Československu)
- 1987–1991: 2. ČNHL – sk. B (3. ligová úroveň v Československu)
- 1991–1993: 2. ČNHL – sk. C (3. ligová úroveň v Československu)
- 1993–2001: 2. liga – sk. Západ (3. ligová úroveň v České republice)
- 2001–2004: 2. liga – sk. Střed (3. ligová úroveň v České republice)
- 2004–2005: 2. liga – sk. Západ (3. ligová úroveň v České republice)
- 2005–2008: 2. liga – sk. Střed (3. ligová úroveň v České republice)
- 2008–2022: 1. liga (2. ligová úroveň v České republice)

Jednotlivé ročníky
Zdroj: 
Legenda: ZČ - základní část, červené podbarvení - sestup, zelené podbarvení - postup, fialové podbarvení - reorganizace, změna skupiny či soutěže
| Československo (1973 – 1993) |                            |           |           |                                                                 |                                 |
| Sezóny                       | Soutěž                     | Úroveň    | ZČ        | Play-off, nadstavba, sk. o udržení...                           | Poznámky                        |
| 1973/74                      | Středočeský krajský přebor | 5. úroveň | 1. místo  |                                                                 | Postup                          |
| 1974/75                      | Divize – sk. C             | 4. úroveň | 5. místo  |                                                                 | Sestup                          |
| 1975/76                      | Středočeský krajský přebor | 5. úroveň | 1. místo  |                                                                 | Postup                          |
| 1976/77                      | Divize – sk. A             | 4. úroveň | 7. místo  |                                                                 | Reorganizace                    |
| ...                          |                            |           |           |                                                                 |                                 |
| 1985/86                      | Středočeský krajský přebor | 4. úroveň | 1. místo  |                                                                 | Postup                          |
| 1986/87                      | 2. ČNHL – sk. A            | 3. úroveň | 6. místo  |                                                                 | Změna skupiny                   |
| 1987/88                      | 2. ČNHL – sk. B            | 3. úroveň | 5. místo  |                                                                 |                                 |
| 1988/89                      | 2. ČNHL – sk. B            | 3. úroveň | 7. místo  |                                                                 |                                 |
| 1989/90                      | 2. ČNHL – sk. B            | 3. úroveň | 8. místo  |                                                                 |                                 |
| 1990/91                      | 2. ČNHL – sk. B            | 3. úroveň | 7. místo  | Skupina o udržení B (1. místo)                                  | Změna skupiny                   |
| 1991/92                      | 2. ČNHL – sk. C            | 3. úroveň | 5. místo  |                                                                 |                                 |
| 1992/93                      | 2. ČNHL – sk. C            | 3. úroveň | 6. místo  |                                                                 | Reorganizace                    |
| Česko (1993 – )              |                            |           |           |                                                                 |                                 |
| Sezóny                       | Soutěž                     | Úroveň    | ZČ        | Play-off, nadstavba, sk. o udržení...                           | Poznámky                        |
| 1993/94                      | 2. liga – sk. Západ        | 3. úroveň | 14. místo | Ne                                                              |                                 |
| 1994/95                      | 2. liga – sk. Západ        | 3. úroveň | 10. místo | Ne                                                              |                                 |
| 1995/96                      | 2. liga – sk. Západ        | 3. úroveň | 10. místo | Ne                                                              |                                 |
| 1996/97                      | 2. liga – sk. Západ        | 3. úroveň | 8. místo  | Ne                                                              |                                 |
| 1997/98                      | 2. liga – sk. Západ        | 3. úroveň | 11. místo | Ne                                                              |                                 |
| 1998/99                      | 2. liga – sk. Západ        | 3. úroveň | 16. místo | Ne                                                              | Baráž                           |
| 1999/00                      | 2. liga – sk. Západ        | 3. úroveň | 20. místo | Ne                                                              | Sestup; odkup licence od Kralup |
| 2000/01                      | 2. liga – sk. Západ        | 3. úroveň | 17. místo | Ne                                                              | Změna skupiny                   |
| 2001/02                      | 2. liga – sk. Střed        | 3. úroveň | 4. místo  | Čtvrtfinále (prohra 1:2 na zápasy s SK HC Baník Most)           |                                 |
| 2002/03                      | 2. liga – sk. Střed        | 3. úroveň | 2. místo  | Semifinále (výhra 2:0 na zápasy s HC Klášterec nad Ohří)        | Baráž                           |
| 2003/04                      | 2. liga – sk. Střed        | 3. úroveň | 3. místo  | Čtvrtfinále (prohra 1:2 na zápasy s HC Rebel Havlíčkův Brod)    | Změna skupiny                   |
| 2004/05                      | 2. liga – sk. Západ        | 3. úroveň | 2. místo  | Osmifinále (prohra 1:3 na zápasy s HC Pelhřimov)                | Změna skupiny                   |
| 2005/06                      | 2. liga – sk. Střed        | 3. úroveň | 4. místo  | Semifinále (prohra 0:3 na zápasy s HC Rebel Havlíčkův Brod)     |                                 |
| 2006/07                      | 2. liga – sk. Střed        | 3. úroveň | 2. místo  | Semifinále (prohra 2:3 na zápasy s HC Most)                     |                                 |
| 2007/08                      | 2. liga – sk. Střed        | 3. úroveň | 1. místo  | Finále (výhra 3:1 na zápasy s HC Řisuty)                        | Kvalifikace o 1. ligu           |
| 2008/09                      | 1. liga                    | 2. úroveň | 12. místo | Čtvrtfinále (prohra 1:4 na zápasy s HC Slovan Ústečtí Lvi)      |                                 |
| 2009/10                      | 1. liga                    | 2. úroveň | 10. místo | Předkolo (prohra 1:3 na zápasy s Orli Znojmo)                   |                                 |
| 2010/11                      | 1. liga                    | 2. úroveň | 12. místo | Předkolo (prohra 2:3 na zápasy s Orli Znojmo)                   |                                 |
| 2011/12                      | 1. liga                    | 2. úroveň | 6. místo  | Čtvrtfinále (prohra 3:4 na zápasy s HC Olomouc)                 |                                 |
| 2012/13                      | 1. liga                    | 2. úroveň | 9. místo  | Ne                                                              |                                 |
| 2013/14                      | 1. liga                    | 2. úroveň | 8. místo  | Čtvrtfinále (prohra 2:4 na zápasy s BK Mladá Boleslav           |                                 |
| 2014/15                      | 1. liga                    | 2. úroveň | 9. místo  | Čtvrtfinále (prohra 2:4 na zápasy s ČEZ Motor České Budějovice) |                                 |
| 2015/16                      | 1. liga                    | 2. úroveň | 12. místo | Ne                                                              |                                 |
| 2016/17                      | 1. liga                    | 2. úroveň | 8. místo  | Předkolo (prohra 2:3 na zápasy s HC Frýdek-Místek)              |                                 |
| 2017/18                      | 1. liga                    | 2. úroveň | 13. místo | Ne                                                              |                                 |
| 2018/19                      | 1. liga                    | 2. úroveň | 13. místo | Ne                                                              |                                 |
| 2019/20                      | 1. liga                    | 2. úroveň | 13. místo | Ne                                                              |                                 |
| 2020/21                      | 1. liga                    | 2. úroveň | 15. místo | Ne                                                              |                                 |
| 2021/22                      | 1. liga                    | 2. úroveň | 15. místo | Ne                                                              | Sestup                          |
| 2022/23                      | 2. liga – sk. Západ        | 3. úroveň | 11. místo | Ne                                                              |                                 |
| 2023/24                      | 2. liga – sk. Západ        | 3. úroveň | 9. místo  | Osmifinále (prohra 0:3 na zápasy s HC Tábor)                    |                                 |
| 2024/25                      | 2. liga – sk. Západ        | 3. úroveň | 6. místo  | Osmifinále (prohra 0:3 na zápasy s HC Stadion Vrchlabí)         |                                 |